# 氷川神社 (新座市西堀)
氷川神社（ひかわじんじゃ）は、埼玉県新座市の神社。

## 歴史
創建年代は不明である。ただ当地の西堀村は野火止用水の開削による新田開発で誕生した村で、野火止村（現・同市野火止）から入植した者が多く、その野火止村の氷川神社は承応年間（1652年 - 1655年）に創建されていることから、それ以降に創建されたものと推測される。

## 交通アクセス
- 路線バス東久留米団地停留所より徒歩12分。